# Развој е-управе у Републици Србији
Развој е-управе у Републици Србији подразумева успостављање ефикасне и кориснички оријентисане управе у дигиталном окружењу, која је интероперабилна како између различитих нивоа јавне управе у Србији, тако и са јавном управом држава чланица ЕУ. Међутим, пут од стадијума на коме се тренутно налази еУправа у Србији, до наведеног жељеног стања, представља распон жељене промене, који подразумева јасно дефинисање циљева Програма, као и мера за постизање тих циљева, са јасно уочљивим узрочно последичним везама. На основу претходних реченица уочљиво је да сам развој подразумева концепцију и примену електронског пословања које користе сви (запослени у јавној управи, грађани, пословни људи, запослени људи у приватним објектима итд.). Развојем е-управе омогућава се ефикаснија услуга према становништву, смањење трошкова, једноставније обављање послова уз добру организацију, сузбијање корупције и ефикаснији однос са привредним објектима. Такође боља функционалност приступа подацима помаже развоју еУправе у Србији јер су грађани у прилици да лако провере тачност својих података и да се по потреби обрате надлежној институцији како би се ти подаци исправили.

## Предуслов за развој е-управе у Србији
До краја XX века, папирна документација у државним институцијама, у светским размерама, достигла је огромне размере. Донети су нови прописи у Европи и свету, стога је и Србија поставила јасне циљеве у погледу опредељења за улазак у Европску унију. Прелазак на електронски облик пословања постао је императив у свим државама.
Основни предуслов за развој е-управе су законски прописи:
- 2002. године - Европски регулаторни оквир електронских комуникација свеобухватно је регулисао сектор електронских комуникација у ЕУ.
- Од 2003. године регулаторни оквир је у обавезној примени у земљама чланицама ЕУ. Стога, на путу европских интеграција, Република Србија је била обавезна да усклади национално законодавство са релевантним правним тековинама ЕУ (фр. acquis communautaire).
- 2004. године је донет закон о електронском потпису.
- 2006. године усвојена је стратегија развоја информационог друштва у Републици Србији до 2020. године. Ово је први акт којим се целовито уређује област информационог друштва у Републици Србији.
- 2009. године усвојена је Стратегија развоја електронске управе за период од 2009. до 2013 године, заједно са Акционим планом.
- Такође 2009. године је донет закон о електронском документу и временском жигу.
- 2010. године портал е-управе Републике Србије је званично почео са радом.

## Портал е-управе Републике Србије
Портал еУправа је званично почео са радом 2010. године. У јуну 2017. године донета је Уредба о примени новог закона о општем управном поступку (ЗУП) па је портал добио нови надимак "еЗуп" и постао је место на којем се налазе веб сервиси шест државних институција (МУП, МДУЛС, ПУРС, ЦРОСО, РФПИО И НСЗ). Такође 2018. године донет је Закон о електронској управи, а у њему је портал добио нови назив: Сервисна Магистрала Органа - СМО.
Портал данас користе подједнако сви грађани у свим државним институцијама.
Поред основних недостатака портала е-управе Републике Србије ( мали број број корисника(свега пола милиона активних налога), недостатак интеракције, изостанак могућности преузимања потребних формулара (захтеви, молбе итд. ), недостатак мапе портала, и др.), на основу анализирања портала, може се доћи до закључка да је позитвно:
- прегледност портала,
- количина информација,
- екстерни линкови,
- могућност претраге портала,
- обједињавање информација о свим нивоима јавне управе, и др.

## Циљеви еУправе у Републици Србији
Циљеве примене електронског пословања и портала еУправе су:
- Смањење трошкова- постављајући услуге доступним on-line,вишеструко се смањују трошкови различитих трансакција;
- Скраћење трајања управних поступака- повећава се брзина и тачност у односу на управљање папирима;
- Економски развој- технологија омогућава влади да поједностављује, развија боље односе са пословним организацијама, креира позитивну климу у свим сферама бизниса. Директан утицај на развој еконимије и тржишта је очигледан у е-набавки.
- Повећање транспарентности и доступности- публикују се разноврсне информације (буџети, приходи, расходи, дебате, одлуке);
- Повећање расположивости услуга- обезбеђују се разноврсне услуге, повећава се доступност и садржај;
- Побољшавање расположивости услуга- компјутеризација, интеграција финансија и кадрова, управљање и контрола трошкова, анализа података која повећава ефикасност;
- Формирање е-друштва- представља најбитнији сегмент развоја е-управе, свеобухватни напредак друштва, интеграцију свих грађана ка заједничком циљу;

Применом свега наведеног доприноси се побољшању рангирања Републике Србије у свету, у погледу Е-Владе(E-government-а).

## Значај увођења еУправе
На трећој седници Координационог савета за електронску управу, одржаној 16. октобра 2019. године, закључено је да је реформа јавне управе и увођење електронске управе једна од области у којима су постигнути највећи резултати.
Ефекти досадашње примене увођења еУправе:
- Унапређивање пословних процеса у Републици Србији- услуге портала еУправа данас користи више од 400 различитих институција јавне управе.
- Убрзавање административно-управних процедура пред надлежним органима
- Поједностављивање свих процедура на релацији грађанство-институције - од почетка увођења до данас, грађани нису морали сами да прибављају документа, већ су запослени у јавним институцијама електронски размењивали податке
- Побољшање постојећих пословних процеса у ораганима јавне управе
- Повећавање степена транспарентности функционисања јавне управе

Напредак у реформи јавне управе постигнут је пре свега, захваљујући увођењу електронске управе, чији резултати имају значај и на међународном нивоу развоја:
- Извештај организације СИГМА, заједничког тела Европске комисије и ОЕЦД, потврдио је да је Србија у 2019. години напредовала у поређењу са 2017. годином када је реч о пружању услуга.[6]
- Извештај УСАИД програма за економски развој, који је обухватио хиљаду малих и средњих предузећа, показује да је чак 72% предузећа која послују у Србији, да је у последњих годину дана дошло до повећања транспарентности и предвидљивости пословања. Чак 74% испитаника из малих и средњих предузећа каже да је данас рад јавне управе ефикаснији него пре годину дана.[7]
- Најновије истраживање јавног мњења које је спровео швајцарски програм СВИС ПРО показује да скоро сваки други житељ централне Србије (око 45%) данас сматра да локална самоуправа води рачуна о грађанима. Пре девет година, тај проценат је износио само 22%.[8]

На основу свега наведеног можемо закључити да се систем е-управе све више корист у Србији и да то није привилегија богатих земаља. Е-управа преставља информационо-комуникациони систем који је неопходан за данашње време. Време када се због елементарних информација морало "шетати од канцеларије до канцеларије" у зградама јавне управе имплементацијом овог система ће брзо проћи.

## Приоритети еУправе
На трећој седници Координационог савета за електронску управу, одржаној 16. окробра 2019. године, којој су присуствовали представници органа државне управе и локалне самоуправе, академске заједнице, НАЛЕД-а, УНДП-а, Амбасада Велике Британије, Делегације ЕУ у Србији, као и представници привреде, представљен је Програм развоја електронске управе у Републици Србији за период од 2019. до 2020. године. Србија нема само амбицију, већ има и капацитет да буде међу лидерима у овој области. Е-управа омогућава грађанима и привреди да државна администрација буде на располагању 24 сата, 7 дана у недељи.
Приоритетни пројекти у области дигитализације управе у наредном периоду:
- Ширење брзог интернета по свим крајевима Србије
- Изградња Државног дата центра у Крагујевцу као стратешке инфраструктуре која ће омогућити развој нових услуга електронске управе и повећати безбедност података који се чувају
- Израда Централног регистра становништва
- Израда Адресног регистра
- Израда Метарегистра и Регистра административних процедура
- Рад на новом порталу еУправа који ће свим грађанима омогућити да на једном месту имају доступне све услуге електронске управе у Србији
- Електронско архивирање
- Израда информационог система еПсарница који ће државној управи и локалној самоуправи знатно убрзати процес слања и пријема докумената
- Завршетак пројекта Јединственог информационог система просвете који ће омогућити праћење свих података током целог школовања, завршетка школовања и потом запошљавања
- Израда информационог система Социјална карта